# Garh Maharaja
Garh Maharaja é uma cidade do Paquistão localizada na província de Punjab.